# 有個人
《有個人》是香港歌手張學友的第19張粵語專輯，也是其第30張錄音室專輯，於1999年1月由寶麗金唱片公司推出發行，為張學友在寶麗金被環球唱片收購前的最後一張專輯。

## 介紹
由於該張專輯是在新年之際發行，因此寶麗金唱片公司以賀歲唱片做為專輯主打，並在發行時隨碟附贈紀念檯曆等物品，在張學友的專輯中相對罕見。專輯以同名歌曲《有個人》做為主打，由當時香港樂壇的新進音樂人Eric Kwok作曲，其他派臺歌曲包括《我應該》、《寂寞的男人》及《和好不如初》也成為流行歌曲。此外，專輯中的非主打歌曲《愛你痛到不知痛》，是香港無綫電視古裝劇雪山飛狐的主題曲，專輯收錄的版本為經過大幅度修改並以富有現代感編曲後而重新灌錄。
《有個人》專輯被認為是在當年舉辦的《友個人99世界巡迴演唱會》某種程度上的造勢，而同名歌曲《有個人》也被認為是張學友與羅美薇相戀到結婚的一個寫照。自1999年起，粵語流行音樂開始進入了青黃不接的時代，而張學友的該張專輯發行以後，被一些香港傳媒稱作香港樂壇的良心，也被認為是一個少數不依賴外型包裝，不依賴緋聞炒作，且僅以動人的音樂去影響樂迷的樂壇巨星。

## 曲目
| 曲序     | 曲目                                           |          | 作曲      | 编曲                 | 备注     | 时长  |
| -------- | ---------------------------------------------- | -------- | --------- | -------------------- | -------- | ----- |
| 1.       | 有個人                                         | 陳少琪   | Eric Kwok | 黃艾倫 李浩倫 杜自持 | 第一主打 | 3:34  |
| 2.       | 我應該                                         | 陳少琪   | 吳國敬    | 吳慶隆               | 第二主打 | 4:29  |
| 3.       | 和好不如初                                     | 黃偉文   | 陳奐仁    | Jazz Chen            | 第四主打 | 4:38  |
| 4.       | 逃亡                                           | 林振強   | 袁惟仁    | 江建民               |          | 3:44  |
| 5.       | 寂寞的男人                                     | 潘源良   | 彭妮      | Jazz Chen            | 第三主打 | 4:53  |
| 6.       | 地球人                                         | 劉卓輝   | 柳重言    | 柳重言               |          | 3:55  |
| 7.       | 愛你痛到不知痛（無綫電視劇《雪山飛狐》主題曲） | 林振強   | 陳奐仁    | Jazz Chen            |          | 5:52  |
| 8.       | 玩不起                                         | 勞子     | 易齊 Nico | Aubrey Suwito        |          | 3:44  |
| 9.       | 三思而後行                                     | 林敏驄   | 林子揚    | 黃艾倫               |          | 3:44  |
| 10.      | 你是我的春夏秋冬（無綫電視劇《雪山飛狐》插曲） | 古倩敏   | 柳重言    | Jazz Chen            |          | 4:06  |
| 总时长： | 总时长：                                       | 总时长： | 总时长：  | 总时长：             | 总时长： | 42:45 |

## 音樂錄像
- 有個人
- 我應該
- 寂寞的男人

## 獎項
香港電台十大中文金曲：
- 全年最高銷量大碟獎
- 金曲：有個人(退出領獎)

商業電台叱咤樂壇流行榜：
- 專業推介叱咤十大 第五位：有個人

IFPI香港唱片銷量大獎：
- 最高銷量廣東唱片